# Nowosiółki (rejon brzostowicki)
Nowosiółki (biał. Навасёлкі, Nawasiołki, ros. Новосёлки, Nowosiołki) – wieś na Białorusi, w obwodzie grodzieńskim, w rejonie brzostowickim, w sielsowiecie olekszyckim. Położona jest 36 km na południe od Grodna i 15 km od granicy polsko-białoruskiej.

## Historia
Wieś królewska ekonomii grodzieńskiej położona była w końcu XVIII wieku w powiecie grodzieńskim województwa trockiego. 
W czasach zaborów wieś w granicach Imperium Rosyjskiego, w guberni grodzieńskiej, w powiecie wołkowyskim, w gminie bohorodyckiej (Massalany). W 1902 roku jej powierzchnia wynosiła 110 dziesięcin (ok. 120,2 ha). Od 1919 r. w granicach II Rzeczypospolitej. 7 czerwca 1919 roku, wraz z całym powiatem wołkowyskim, weszła w skład okręgu brzeskiego Zarządu Cywilnego Ziem Wschodnich – tymczasowej polskiej struktury administracyjnej. Latem 1920 roku zajęta przez bolszewików, następnie odzyskana przez Polskę. 20 grudnia 1920 roku włączona wraz z powiatem do okręgu nowogródzkiego. Od 19 lutego 1921 roku w województwie białostockim, w powiecie grodzieńskim, w gminie Wielkie Ejsymonty. W 1921 r. we wsi było 20 budynków mieszkalnych.
W wyniku napaści ZSRR na Polskę we wrześniu 1939 r. miejscowość znalazła się pod okupacją sowiecką. 2 listopada została włączona do Białoruskiej SRR. 4 grudnia 1939 r. włączona do nowo utworzonego obwodu białostockiego. Od czerwca 1941 roku pod okupacją niemiecką. 22 lipca 1941 r. włączona w skład okręgu białostockiego III Rzeszy. W 1944 roku ponownie zajęta przez wojska sowieckie i włączona do obwodu grodzieńskiego Białoruskiej SRR. Od 1991 r. w składzie niepodległej Białorusi.

## Demografia
Według spisu powszechnego z 1921 roku, wieś zamieszkana była przez 105 osób, w tym 84 Białorusinów i 21 Polaków. Prawosławie wyznawało 86 mieszkańców, katolicyzm – 21.